# Rudki (powiat wrzesiński)
Rudki – wieś w Polsce położona w województwie wielkopolskim, w powiecie wrzesińskim, w gminie Miłosław.
W latach 1975–1998 miejscowość należała administracyjnie do województwa poznańskiego.
Przez Rudki przebiega czerwony szlak rowerowy, łączący Żerków przez Dębno, Czeszewo i Mikuszewo z Miłosławiem.